# Leopold von Ledebur (General)

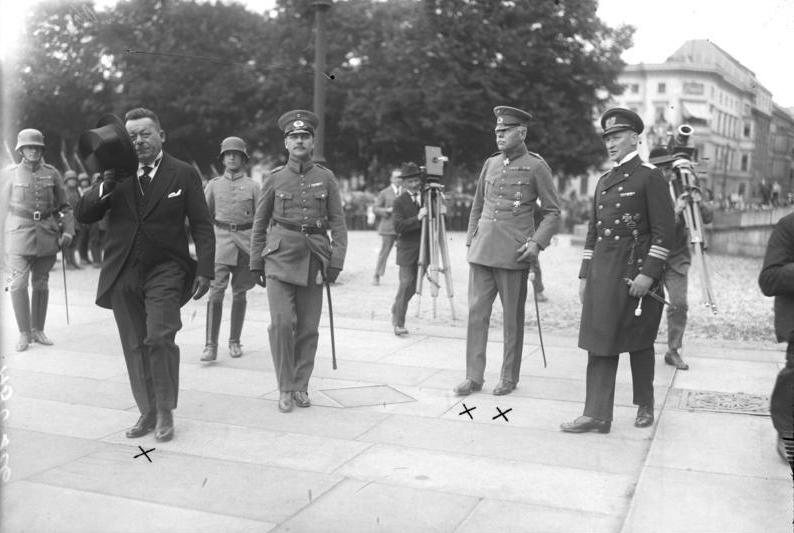
Leopold von Ledebur (2. v. r.)

Leopold Ernst Theodor Karl Felix Freiherr von Ledebur (* 7. Januar 1868 in Spandau; † 13. Oktober 1951 in Hannover) war ein deutscher General der Infanterie.

## Leben

### Familie
Leopold war ein Sohn des preußischen Generalleutnants Heinrich von Ledebur (1832–1912) und dessen Ehefrau Frieda, geborene Freiin von Gersdorff. Ledebur verheiratete sich am 21. September 1895 in Pollitz mit Anna von Jagow.

### Militärkarriere
Ledebur besuchte die Kadettenanstalten in Potsdam und Lichterfelde. Anschließend trat er am 22. März 1888 als Sekondeleutnant in das 2. Garde-Regiment zu Fuß der Preußischen Armee ein. Ende Januar 1895 zum Premierleutnant befördert, diente er bis 1899 als Regimentsadjutant.
Bei Ausbruch des Ersten Weltkrieges war er Kommandeur des II. Bataillons des Oldenburgischen Infanterie-Regiments Nr. 91. Ledebur wurde am 29. August 1914 verwundet und kam nach Lazarettaufenthalt und Gesundung zwei Monate später zunächst in das I. Ersatz-Bataillon des Oldenburgischen Infanterie-Regiments Nr. 91. Ab 19. Januar 1915 fungierte er als Kommandeur des Infanterie-Regiments „von Voigts-Rhetz“ (3. Hannoversches) Nr. 79 und wurde kurz darauf am 27. Januar 1915 zum Oberstleutnant befördert. Nachdem Ledebur am 25. Februar 1918 Oberst geworden war, folgte mit Wirkung zum 27. Juli 1918 seine Ernennung zum Kommandeur der 102. Reserve-Infanterie-Brigade.
Dieses Kommando behielt er über das Kriegsende hinaus bis zum 17. Januar 1919 bei und übernahm dann in gleicher Funktion das Infanterie-Regiment Nr. 91 und fünf Monate später das Reichswehr-Infanterie-Regiment 19. Anschließend war er vom 27. September 1920 bis 2. August 1921 Kommandeur des Infanterie-Regiments 16. Am 3. August 1921 ernannte man Ledebur zum Kommandeur von Breslau und als solcher wurde er am 28. September 1921 Generalmajor. Am 17. März 1924 erfolgte die Beförderung zum Generalleutnant. Als solcher war er Kommandeur der 6. Division sowie Befehlshaber im Wehrkreis VI in Münster. Am 29. Februar 1928 wurde Ledebur unter gleichzeitiger Beförderung zum General der Infanterie aus dem Militärdienst verabschiedet und in den Ruhestand versetzt.
Er war Führer des Kameradschaftsbundes ehemaliger 79er und als solcher an der Beschaffung der Mittel für den Bau des Kriegerdenkmals am Galgenberg in Hildesheim beteiligt.
Ledebur erhielt am 20. April 1937 die Berechtigung zum Tragen der Uniform des Infanterie-Regiments 16.
Die Ledebur-Kaserne in Hildesheim war nach ihm benannt.

## Auszeichnungen
- Eisernes Kreuz (1914) II. und I. Klasse[3]
- Ritterkreuz des Königlichen Hausordens von Hohenzollern mit Schwertern[3]
- Pour le Mérite[3] am 29. August 1918 „für besondere Tapferkeit an der Westfront und herausragende Führereigenschaften als Regimentskommandeur“[4]
- Kronenorden IV. Klasse[3]
- Verwundetenabzeichen (1918) in Schwarz[3]
- Ritterkreuz I. Klasse des Ordens vom Zähringer Löwen[3]
- Braunschweiger Kriegsverdienstkreuz II. Klasse[3]
- Komtur des Oldenburgischen Haus- und Verdienstordens des Herzogs Peter Friedrich Ludwig mit Schwertern[3]
- Friedrich-August-Kreuz I. Klasse[3]
- Österreichisches Militärverdienstkreuz III. Klasse mit der Kriegsdekoration[3]
- Ehrenritter des Johanniterordens[3]